# Белецкое (Летичевский район)
Белецкое (укр. Білецьке) — село в Летичевском районе Хмельницкой области Украины.
Население по переписи 2001 года составляло 170 человек. Почтовый индекс — 31551. Телефонный код — 3857. Занимает площадь 0,874 км². Код КОАТУУ — 6823083702.

## Местный совет
31551, Хмельницкая обл., Летичевский р-н, с. Майдан-Вербецкий, ул. Центральная, 7